# Thaidon
Thaidon, en latin Thaido, était un religieux du haut Moyen Âge qui fut évêque de Clermont au VIIIe siècle.

## Biographie
On a peu d'informations sur cet évêque. On pense que c'est en 731 qu'il a succédé à Procule, on ne connait pas la date de sa mort. Les catalogues anciens indiquent que c'est un certain Daibenne qui lui succéda, mais on ne sait pas quand. C'est vers 750 avec Étienne I qu'on retrouve une chronologie fiable.